# 멕시코 증권거래소

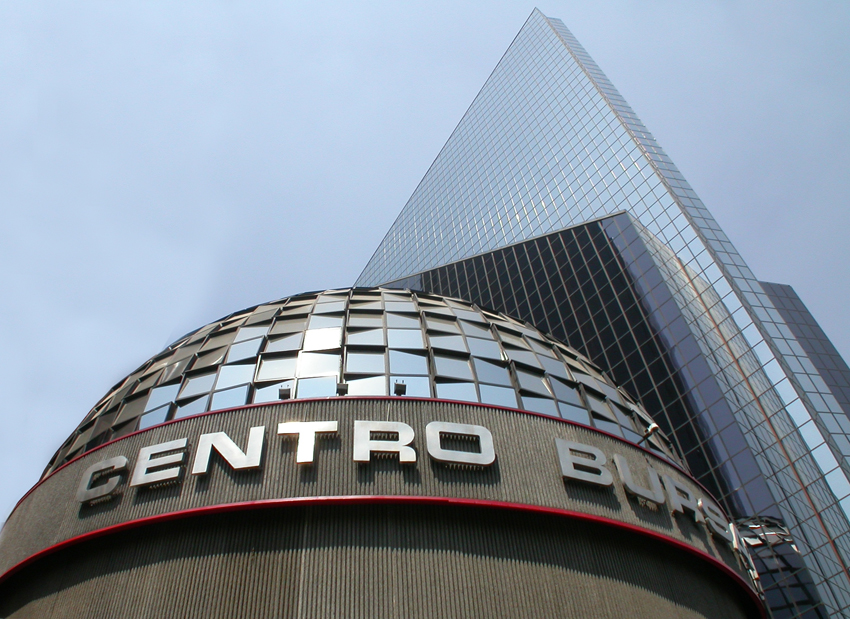
멕시코 증권거래소 빌딩

멕시코 증권거래소(Bolsa Mexicana de Valores, BMV)는 멕시코 멕시코시티에 있는 증권거래소이다. 1933년 설립되었으며, 동년 거래를 시작했다. 주요 거래 품목은 증권, 채권, 상장지수 펀드, 주식 등이다. 여는 시간은 08:30 ~ 15:00 (멕시코 중부 시간)이다.

## 같이 보기
- 멕시코의 경제
- 멕시코 페소